# Cubiria
Cubiria is een geslacht van hooiwagens uit de familie Zalmoxioidae.
De wetenschappelijke naam Cubiria is voor het eerst geldig gepubliceerd door M. A. González-Sponga in 1987. 

## Soorten
Cubiria omvat de volgende 2 soorten:
- Cubiria inflata
- Cubiria peculiaris